# スリーナイン (お笑いコンビ)
スリーナインは、かつてよしもとクリエイティブ・エージェンシー福岡事務所に所属していたお笑いコンビ。

## 略歴
2010年に福岡吉本に所属。福岡吉本21期生である。遅い芸能界デビューであったため、同期のぶんぶん丸ともども「一年目なのに意外にいい歳」といじられることがある。
両者とも端整な顔立ちであるため、「男前コンビ」等と紹介を受けることも多い。
2013年1月9日にTVQ「あるあるYYテレビ」に水曜隔週レギュラーのどさけんのピンチヒッターとして出演する。
2018年3月31日で解散。藤は芸人を引退。金田は芸名をショウきんに改名し活動中。

## メンバー
金田 昇大（かねだ しょうた、1983年9月20日 - ）福岡県福岡市出身、41歳。本名同じ。
- Ａ型、175cm、72kg。ボケ担当。
- 端正な容貌の持ち主。先輩であるどんぴしゃの赤峯に似ていると一部では言われており、先輩芸人が赤峯と間違えて礼をしそうになったなどのエピソードが残っている。
- 芸人になる前は人材派遣会社の営業マン。また現在、先輩芸人・レモンティーのヤマドゥがマスターを務めるバーでバイトしている。
- 音楽系の専門学校（ボーカル科）を卒業し、「ロードマスター」という名で歌手活動を行っていたことがある。その過去を、バイト先の店長という立場から履歴書を貰っていたヤマドゥや、その当時を知る相方・藤に暴露されている。
- ももち浜ストア月曜日のレギュラーレポーター。
- 解散後はショウきんに改名して暫くの間ピン芸人として活動していたが、2019年10月よりカイラ(元アトム、2017年12月解散)と漫才コンビカイキンショウを結成。

藤 敏孝（とう としたか、1984年2月5日 - ）福岡県糟屋郡出身、41歳。本名同じ。
- B型、168cm、56kg。
- 細身で色白な身体つきであるため、特に不調というわけではないのに体調を心配されることが多いらしい。また「目の下のクマが尋常ではないが大丈夫なのか」とアンケートに書かれたこともあるという。
- しばしば苗字を「ふじ」と間違われる。
- 先輩にも同期にも好かれ、人あたりがよいと評判がある。彼自身はあまり酒を飲まないにもかかわらず、その愛想笑いの上手さから、飲み会には必須の存在といわれることもあるらしい。
- 相方・金田とともに、ヤマドゥのバーで働いている。
- かつては製菓機器メーカーの営業職。本人曰く、「ケーキ屋を相手に、業務用の大きなオーブンを売っていたが全然売れなかった」とのこと。
- ぶんぶん丸の山田とは同郷で、中学校が隣同士の同級生だった。

## 特徴
- 主に漫才。クセがなく、緻密でスピーディーな漫才を行う。順位を決定するライブでは先輩芸人を抑えてかなり上位に食い込むことも多い。

## 出演番組
- あるあるYYテレビ（TVQ九州放送、2013年1月9日・1月29日・2月20日・3月6日）
- ABC-MART presents fumikaのnanika ～マジックボイス～（KBCラジオ、2014年4月 - 2018年3月）
- 孤独のグルメ Season4 特別編    （2014年8月9日、テレビ東京） - サラリーマン6 役

金田(解散後はショウきん)のみ
- ももち浜ストア（テレビ西日本）
- マイナビ presents fumika わたしナビ（KBCラジオ、2018年4月8日 - 2018年12月30日）
- QTnet presentsfumikaのヒカリ☆（KBCラジオ、2019年1月6日 - 2021年3月28日）
- 福岡よしもと エモメンラジオ（fm fukuoka、2019年4月 - 2020年3月）
- 福岡よしもと ショウきん・とらんじっとのNight Routine（fm fukuoka、2020年4月 - 2021年3月）
- アサデス。ラジオ（KBCラジオ）- 金曜リポーター
- 福岡よしもと ハナ金劇場（fm fukuoka、2021年4月 - ）